# Élodie Ouédraogo
Élodie Ouédraogo, belgijska atletinja, * 27. februar 1981, Bruselj, Belgija.
Nastopila je na poletnih olimpijskih igrah v letih 2004, 2008 in 2012, leta 2008 je osvojila naslov olimpijske prvakinje v štafeti 4x100 m, leta 2004 je bila v tej disciplini šesta. Na svetovnih prvenstvih je osvojila bronasto medaljo v štafeti 4x100 m leta 2007.